# Gunnar Samuelsson (fotbollsspelare)
Gunnar Samuelsson, född 10 april 1958, är en svensk tidigare fotbollsspelare, som spelade i Örgryte IS och GIF Sundsvall. Hans moderklubb var Norrfjärdens IF varifrån han värvades till Gammelstads IF. Han representerade landslaget i två matcher. Efter spelarkarriären har Samuelsson verkat som tränare. 2010 är han ansvarig tränare för Sundsvalls DFF, som slutade på tredje plats i Norrettan. 